# کولیان (فاریاب)
کولیان (به لاتین: Kowlian) یک منطقهٔ مسکونی در افغانستان است که در ولسوالی بلچراغ ولایت فاریاب واقع شده‌است گفته میشود که بزرگترین قریه‌ی ولسوالی بلچراغ کولیان میباشد.